# Wyżyna Mongolska

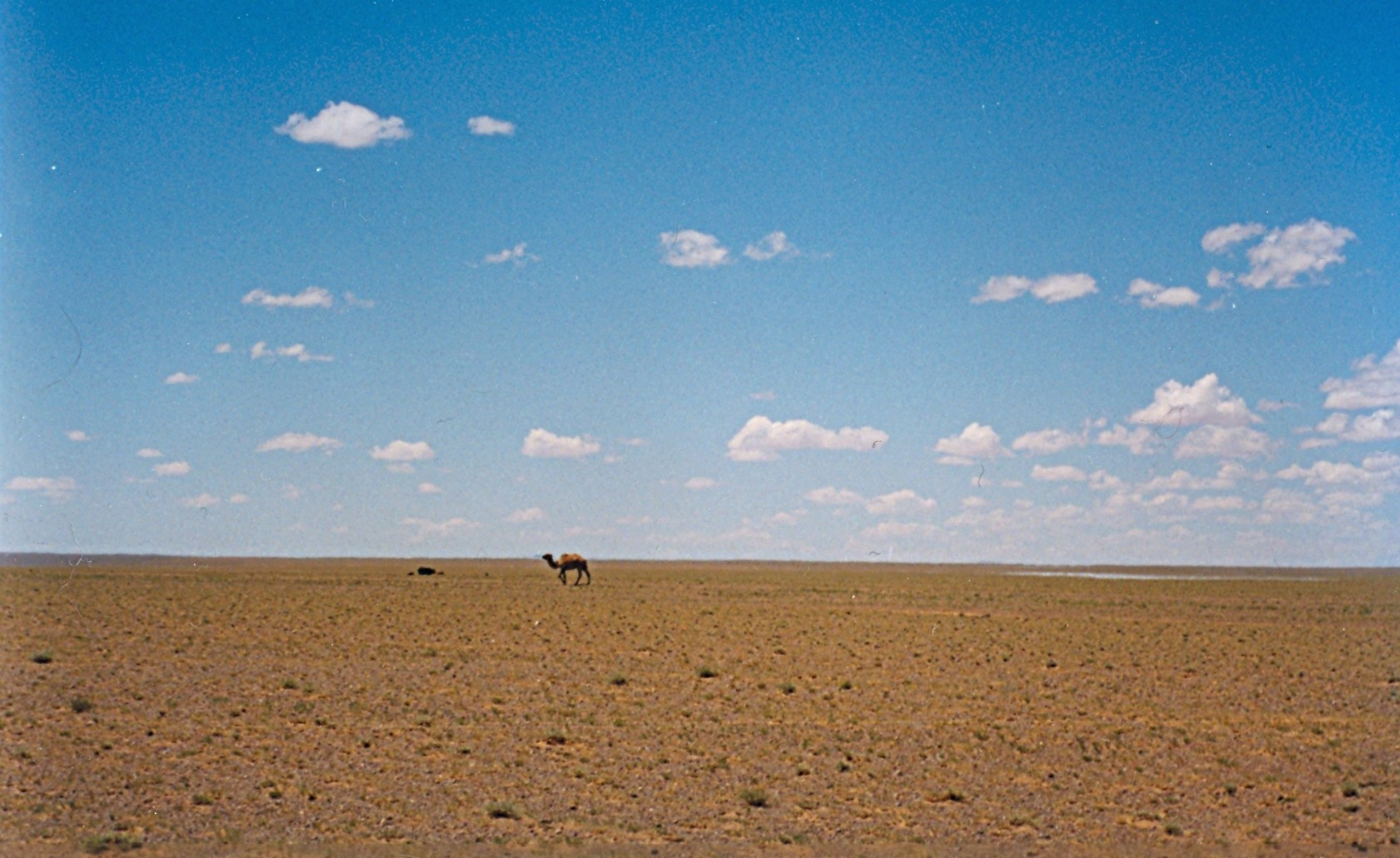
Pustynia Gobi

Wyżyna Mongolska – wyżyna w środkowej Azji na terytorium Mongolii i północnych Chin. Na wschodzie graniczy z Wielkim Chinganem, na południu z górami Qilian Shan, na zachodzie z kotlinami Kaszgarską i Dżungarską, a na północy z górami południowej Syberii. Jej powierzchnia wynosi około 3 mln km². 
W północnej części występują głównie góry (Ałtaj Mongolski, Ałtaj Gobijski) o płaskich wierzchołkach, szerokich dolinach rzecznych oraz zaokrąglonych grzbietach oraz wysoko położone kotliny (największa-Kotlina Wielkich Jezior). Na południu znajduje się wielka pustynia Gobi. Wyżyna ma klimat umiarkowany, suchy, kontynentalny z suchymi latami i srogimi zimami. Średnia roczna suma opadów wynosi 100-300 mm. Najdłuższymi rzekami są Selenga z Orchon gol, Dzawchan gol, Chowd gol, Kerulen i Onon. Występują tu suche doliny. W północnej części znajdują się jeziora, z których największe jest Chubsuguł. 
Główną formacją roślinną jest step. Na południu przechodzi w półpustynię, a na północnym zachodzie w lasy typu tajga. W najwyższych górach występują formację alpejska oraz lodowce. 
Głównymi bogactwami naturalnymi są rudy żelaza, manganu, wolframu oraz sól kamienna.